# Sunflowers
Sunflowers Interactive Entertainment Software GmbH était un éditeur de jeux vidéo.

## Histoire
L'entreprise créée en 1993 a vendu 5 millions d'exemplaires des trois premiers épisodes de sa série Anno.
Le 11 avril 2007, Ubisoft annonce l'acquisition de Sunflowers et obtient ainsi 30 % de participation dans Related Designs, développeur de la franchise Anno.

## Jeux édités

### SérieAnno
Sunflowers a édité les trois premiers jeux de la série Anno :
- Anno 1602
  - Anno 1602 : Nouvelles Îles, Nouvelles Aventures
  - Anno 1602 : Au nom des rois
- Anno 1503
  - Anno 1503 : Trésors, Monstres et Pirates
- Anno 1701
  - Anno 1701 : La Malédiction du dragon

### Autres
- Berlin, après la chute
- CrossCheck
- Holiday Island
- Knights of Honor
- Magic of Endoria
- Nectaris
- ParaWorld
- Railway Challenge
- Technomage : En quête de l'éternité